# Druzia flavostriata
Genre
Espèce
Synonymes
- Breda flavostriata Simon, 1901
- Breda nigrotaeniata Mello-Leitão, 1947

Druzia flavostriata, unique représentant du genre Druzia, est une espèce d'araignées aranéomorphes de la famille des Salticidae.

## Distribution
Cette espèce est endémique du Brésil. Elle se rencontre au Minas Gerais, en Espírito Santo, dans l'État de São Paulo, au Paraná et au Rio Grande do Sul.

## Description
Le mâle décrit par Ruiz et Brescovit en 2013 mesure 10,50 mm et la femelle 12,37 mm.

## Publications originales
- Simon, 1901 : Histoire naturelle des araignées. Paris, vol. 2, p. 381-668 (intégral).
- Ruiz & Brescovit, 2013 : Revision of Breda and proposal of a new genus (Araneae: Salticidae). Zootaxa, no 3664, p. 401-433.